# Regioni statistiche della Slovenia

Regioni statistiche della Slovenia

Le regioni statistiche della Slovenia (statistične regije) costituiscono una suddivisione territoriale priva di rilevanza amministrativa e formata da più comuni. Una funzione tra le più appariscenti di queste ripartizioni è quello di assegnare i codici provinciali delle targhe delle automobili.
A livello europeo sono classificate in 2 di livello NUTS-2.

## Lista
| Carta | Regione                | Denominazione ufficiale                                             | Popolazione (31 dicembre 2019) | Superficie (km²) | Densità (ab./km²) | Nº comuni    |
| ----- | ---------------------- | ------------------------------------------------------------------- | ------------------------------ | ---------------- | ----------------- | ------------ |
|       | Alta Carniola          | Gorenjska statistična regija                                        | 205 717                        | 2 137            | 95,19             | 18 (1 città) |
|       | Carniola Interna-Carso | Primorsko-notranjska statistična regija                             | 52 818                         | 1 456            | 35,91             | 6 (1 città)  |
|       | Carinzia               | Koroška statistična regija                                          | 70 683                         | 1 041            | 69,64             | 12 (1 città) |
|       | Goriziano              | Goriška statistična regija                                          | 118 008                        | 2 325            | 51,25             | 13 (1 città) |
|       | Litorale-Carso         | Obalno-kraška statistična regija/ Regione statistica Litorale-Carso | 115 613                        | 1 044            | 106,09            | 8 (1 città)  |
|       | Oltredrava             | Podravska statistična regija                                        | 324 875                        | 2 170            | 148,9             | 41 (1 città) |
|       | Murania                | Pomurska statistična regija                                         | 114 396                        | 1 337            | 91,79             | 27 (1 città) |
|       | Oltresava Inferiore    | Posavska statistična regija                                         | 75 807                         | 0 885            | 79,28             | 6 (1 città)  |
|       | Savinia                | Savinjska statistična regija                                        | 257 425                        | 2 384            | 108,95            | 31 (2 città) |
|       | Slovenia Centrale      | Osrednjeslovenska statistična regija                                | 552 221                        | 2 555            | 208,69            | 25 (1 città) |
|       | Slovenia Sudorientale  | Jugovzhodna Slovenija statistična regija                            | 144 688                        | 2 683            | 53,11             | 21 (1 città) |
|       | Sava Centrale          | Zasavska statistična regija                                         | 57 059                         | 264              | 167,51            | 4            |